# Caligo apollonidas
Caligo apollonidas är en fjärilsart som beskrevs av Hans Fruhstorfer 1912. Caligo apollonidas ingår i släktet Caligo och familjen praktfjärilar. Inga underarter finns listade i Catalogue of Life.